# Saint-Fulgent
Saint-Fulgent är en kommun i departementet Vendée i regionen Pays de la Loire i västra Frankrike. Kommunen ligger i kantonen Saint-Fulgent som tillhör arrondissementet La Roche-sur-Yon. År 2022 hade Saint-Fulgent 3 924 invånare.

## Befolkningsutveckling
Antalet invånare i kommunen Saint-Fulgent
| Referens: INSEE |